# 이혁주
이혁주(1996년 8월 5일 ~ )는 대한민국의 축구 선수로, 포지션은 공격수이다.

## 축구인 경력

### 부천 FC 1995
2017년 12월 21일 대한민국 K리그2의 부천 FC 1995에 신인 선수로 입단하였음이 발표되었다.